# Leonotis nepetifolia
Bola africana del rey (Leonotis nepetifolia), es una especie de planta de la familia de las lamiáceas, nativa de las regiones tropicales de África y el sur de India. Llega a crecer hasta 3 m de altura, tiene flores de color naranja, rojo o morado con espinas.

## Descripción

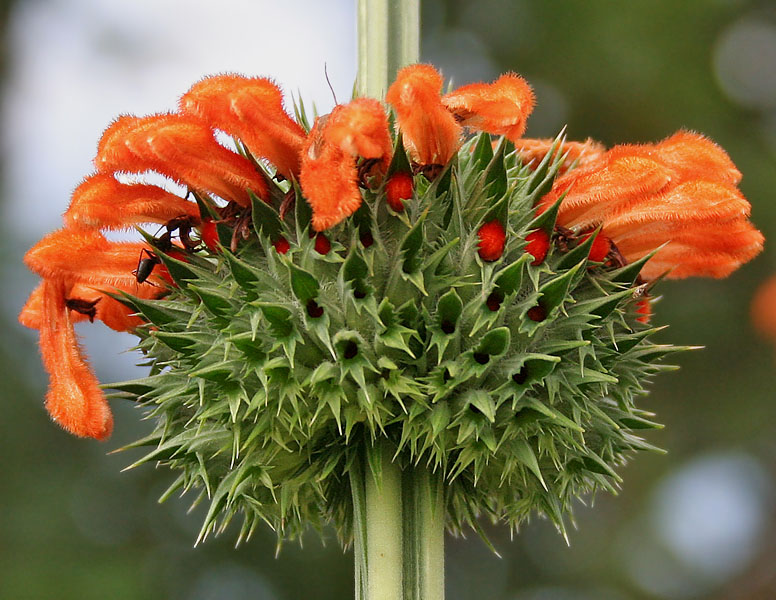
Inflorescencia

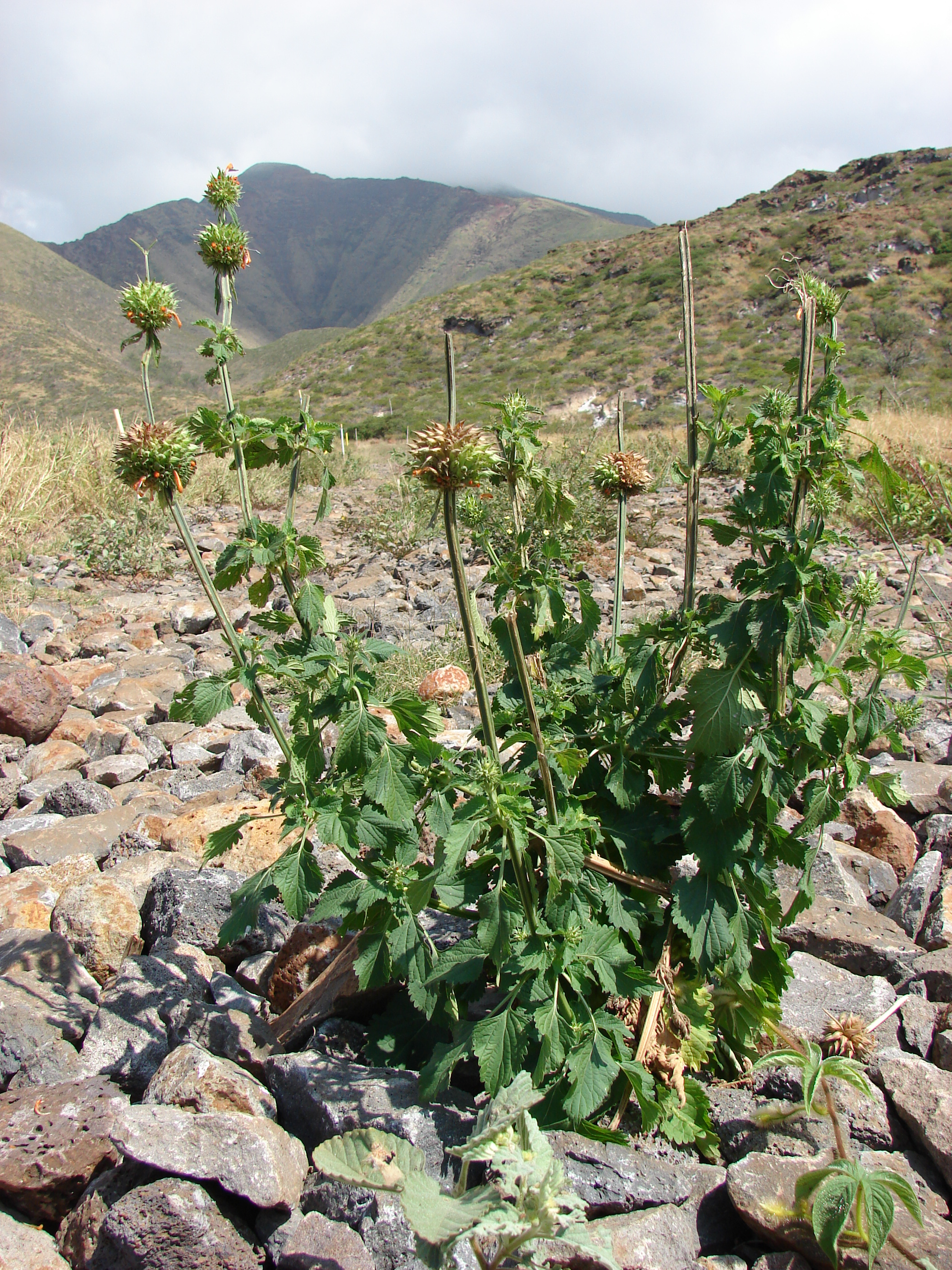
Vista de la planta en su hábitat

Crece hasta una altura de 3 m y tiene flores con espinas en forma esférica que son comúnmente de color naranja, variando de color al rojo, blanco y morado . Tiene hojas dentadas que pueden crecer hasta 1 dm.
Su propagación es bastante rápida ya que no necesita condiciones óptimas para su reproducción.
Leonotis nepetifolia se ha expandido a tal grado de ser considerada una especie invasora que impide la expansión y crecimiento de especies originarias de algún ambiente. 
Este planta está siendo investigada por sus propiedades anticancerigenas y debe ser protegida ya que ha mostrado tener éxito en algunos estudios además que hay especies particulares que crecen en México únicamente. Ver estudios de NIH de Estados Unidos.

## Nombres comunes
- Bastón de San Francisco, Bola africana del rey, Bola del rey, Castilleja, Cordón de San Francisco, Flor africana de mundo, Hierba del burro, Rienda, Vara de San José, Vara de San Juan (Español)
- Christmas candlestick, Devil's pincushion, Lion's ear, Lion's ears, Mint lion's ear (Inglés)
- Löwenohren (Alemán)
- Palloleijonankorva (Finlandés)
- Jaras xiiw (Español-Maya)
- Jara (Cora)
- Леонотис котовниколистный (Ruso)[1]
- Cordón de sol (Brasil)
- Molenillo o molinillo (república Dominicana)

## Propiedades
Leonotis nepetifolia es conocido en Trinidad como shandilay; con las hojas se elabora como un té para la fiebre, la tos, el prolapso de útero y la malaria.

## Taxonomía
Leonotis nepetifolia fue descrita por (L.) R.Br. y publicado en Hortus Kewensis; or, a Catalogue of the Plants Cultivated in the Royal Botanic Garden at Kew. London (2nd ed.) 3: 409. 1811.
Variedades
- Leonotis nepetifolia var. africana (P.Beauv.) J.K.Morton

Sinonimia
- Leonotis kwebensis N.E.Br.
- Leonotis nepetifolia var. nepetifolia
- Leonotis ovata Bojer
- Leonurus globosus Moench
- Leonurus marrubiastrum Lour.
- Leonurus nepetifolius (L.) Mill.
- Phlomis nepetifolia L.
- Stachys mediterranea Vell.[4]